# Dimitri De Grunwald
Dimitri De Grunwald est un producteur de cinéma britannique né en 1914 à Saint-Pétersbourg (Russie) et mort le 26 mai 1990 à Hove (Angleterre).

## Filmographie
- 1960 : Les Dessous de la millionnaire (The Millionairess) d'Anthony Asquith
- 1960 : Monsieur Topaze (Mister Topaze) de Peter Sellers
- 1962 : Le Défenseur ingénu (The Dock Brief) de James Hill
- 1966 : L'Étranger dans la maison (en) (Stranger in the House) de Pierre Rouve
- 1968 : Shalako d'Edward Dmytryk
- 1969 : La Dernière Grenade (The Last Grenade) de Gordon Flemyng
- 1969 : La Vierge et le Gitan (The Virgin and the Gypsy) de Christopher Miles
- 1969 : Chambres communicantes (Connecting Rooms) de Franklin Gollings
- 1970 : La Guerre de Murphy (Murphy's War) de Peter Yates
- 1970 : L'Arnaqueuse (Perfect Friday) de Peter Hall
- 1970 : Le Clan des McMasters (The McMasters) d'Alf Kjellin
- 1970 : Le Désir d'aimer (Cactus in the Snow) de Martin Zweiback
- 1972 : Le Temps d'aimer (A Time for Loving) de Christopher Miles
- 1974 : Le Tombeau du Maharadjah (en) (The God King) de Lester James Peries
- 1975 : Le Veinard (That Lucky Touch) de Christopher Miles